# Margarethe Faas-Hardegger
Margarethe Faas-Hardegger (Berna, 20 de febrero de 1882 - Minusio, 23 de septiembre de 1963) fue es una editora, anarquista, sindicalista, pacifista y feminista suiza, que abogaba por la libertad sexual.

## Biografía
En 1903, participó en la creación de la Federación Suiza de Trabajadores Textiles y frecuenta círculos libertarios y antimilitaristas, donde se hizo amiga, en particular, de Gustav Landauer, Fritz Brupbacher y James Guillaume.
En 1905, se convirtió en la primera mujer secretaria de la Unión sindical suiza, donde publicó en Die Vorkämpferin en alemán y en L'Exploitée en francés (1907-1908, 18 números).
Agitadora incansable, dictó numerosas conferencias sobre sindicalismo, acción directa, anticoncepción, amor libre, libertad sexual y libre pensamiento. Esto le valió varios procesos judiciales y algunas penas de prisión.
En mayo de 1907, conoce a James Guillaume, quien la invita a conocer a los líderes de la Confederación General del Trabajo en París. El mismo año, apoyó activamente la huelga de tabaqueros en Yverdon (cantón de Vaud) y la creación de una cooperativa de producción al año siguiente.
En 1908, formó con Gustav Landauer, Erich Mühsam y Martin Buber, la Sozialistischer Bund (Liga Socialista), una federación altamente descentralizada de grupos anarquistas, que planea frustrar el inevitable estallido de la Primera Guerra Mundial con una huelga general.
El 11 de mayo de 1909, para el Día Internacional de los Trabajadores, es oradora en Ginebra junto con Georges Yvetot, secretario de la Federación francesa de Bolsas de Trabajo. Poco después, renunció a su cargo en el sindicato y criticó la burocracia y la torpeza del aparato.
Luego se unió a la Alianza Socialista de Gustav Landauer, que proponía, en particular, fundar colonias comunistas anarquistas, y se hizo amiga del poeta anarquista alemán Erich Mühsam.

### Los encarcelamientos y la comunidad libertaria
En 1912 fue sentenciada a tres meses de prisión y, nuevamente, en 1915 a un año de prisión por propaganda neo-maltusiana y ayuda en el aborto.
Los proyectos comunitarios siguen siendo el centro de sus preocupaciones, y tras varios intentos crea en Minusio, cerca de Locarno, una colonia con su nuevo compañero Hans Brunner (1887-1960), con el apoyo económico del anarquista Bernhard Mayer.
Luego hizo campaña en varias asociaciones pacifistas, antifascistas, neomalthusianas, apoyando a los niños huérfanos de la revolución social española de 1936 o víctimas de la guerra.
A la edad de 81 años, en 1963, participó en la primera Marcha de Pascua por la paz y contra las armas nucleares, entre Lausana y Ginebra.

## Obras
- Fundadora del periódico feminista libertario L'Exploitée, Lausana, 1907-1908.
- L'Exploitée : organe des femmes travaillant dans les usines, les ateliers et les ménages 1907-1908 [El explotado: órgano de mujeres que trabajan en fábricas, talleres y hogares 1907-1908], pref. Marianne Enckell, Ginebra, Black, 1977, 88 p., aviso CIRA

### Videografía
- Jacqueline Veuve, Diane de Rham, Militer ou subir [Militar o sufrir], Radio Télévision Suisse, 20 de septiembre de 1978, ver en línea .